# Édouard Kargulewicz
Édouard Kargulewicz (* 16. Dezember 1925 in Górki, Polen; † 13. März 2010 in Camblanes-et-Meynac, Frankreich) war ein Fußballspieler, der seine gesamte sportliche Karriere in Frankreich absolvierte und auch die französische Staatsbürgerschaft annahm. Dort wurde er meist kurz Édouard Kargu genannt.

## Vereinskarriere
Édouard Kargulewicz ist als Zweijähriger mit seinen Eltern in das nordlothringische Bergbaugebiet eingewandert, wo er in den 1930er Jahren seine fußballerische Ausbildung bei der US Piennes erhielt, einem Amateurclub, aus dem zahlreiche spätere Berufsfußballspieler mit italienischen oder polnischen Wurzeln hervorgegangen sind. Er soll laut französischem Verband FFF auch bei zwei weiteren Vereinen in der Region, AS Giraumont und CS Blénod, sowie bei der UA Cognac gespielt haben; möglicherweise ist er während des Kriegs und der deutschen Besatzung ins südwestfranzösische Cognac gezogen. Von dort jedenfalls holte ihn in der zweiten Hälfte der 1940er Jahre der Profiverein Girondins AS du Port nach Bordeaux. Bei den Girondins stand der Mittelstürmer seine gesamte Profilaufbahn über unter Vertrag. Wohl ab 1947 spielte er für die Mannschaft in der zweiten Division, und in der folgenden Saison gehörte er zur Stammelf, für die er 16 Punktspieltreffer erzielte.
Als die Girondins 1949 in die erste Division aufstiegen, entwickelte „Kargu“ sich auch dort bald zum „Schrecken der gegnerischen Abwehrreihen“. Und gleich in seinem ersten Jahr auf höchstem Niveau wurde er mit dem Aufsteiger französischer Meister und erreichte mit 17 Toren den siebten Platz in der Ligatorjägerliste. Zudem wurde er unmittelbar nach dem Titelgewinn auch zum Nationalspieler, und in der Coupe Latine im selben Sommer fehlte nicht viel daran, dass er mit seiner Mannschaft auch einen internationalen Titel an die Gironde geholt hätte: im Finale zwangen sie Benfica Lissabon durch ein 3:3 nach Verlängerung in ein Wiederholungsspiel (1:2).
Bordeaux schloss auch während der fünf folgenden Jahre in der Ligatabelle nie schlechter als auf Rang sechs ab, wurde in der Saison 1951/52 Vizemeister und danach zweimal Dritter. Kargulewicz war 1953 (18 Torerfolge) und 1955 (17) jeweils fünfterfolgreichster Schütze der Liga; 1954 gewann er mit 27 Punktspieltreffern sogar die Torjägerkrone. Dabei kam ihm zugute, dass die Girondins in diesen Jahren in allen Mannschaftsteilen personell gut besetzt waren – in der Defensive mit Spielern wie Pierre Bernard, Jean Swiatek (der Mannschaftskapitän hatte früher gleichfalls bei US Piennes gespielt) und Jacques Grimonpon, und in der Offensive verteilte sich die Verantwortung auf mehrere, ebenfalls torgefährliche Mitspieler wie Antoine Rodriguez, Henri Baillot, Bertus de Harder, Joop de Kubber und Ben Mohammed Abdesselem. Auch im Landespokalwettbewerb stand Édouard Kargulewicz zweimal im Endspiel; darin musste Bordeaux sich allerdings beide Male einem stärkeren Gegner beugen. Über das 1952er Finale, in dem der Ligazweite auf Meister OGC Nizza traf, schwärmte die französische Presse am folgenden Tag, es sei von beiden Mannschaften ein „ruhmreiches, enthusiastisch geführtes und überschäumendes“ gewesen, „wie wir es noch nie miterlebt haben“. Kurz vor der Halbzeit brachte Kargulewicz seine Elf darin auf 2:3 heran, nach 90 Minuten hatte sich Nizza allerdings mit 5:3 durchgesetzt. 1955 kam es erneut zu einem torreichen Endspiel, das die Girondins wiederum verloren (2:5 gegen OSC Lille); diesmal blieb er darin ohne Torerfolg.
Ein Jahr später allerdings stieg die Mannschaft als Tabellen-17. überraschend aus der Division 1 ab; „Kargu“ hielt seinem Verein dennoch die Treue, bestritt in den folgenden beiden Saisons fast jedes Match, spielte aber stärker zurückhängend und erzielte nicht mehr so viele Treffer. 1958 endete seine Profikarriere, in der er für die Girondins Bordeaux in insgesamt 208 Erstliga-Spielen 105 Tore geschossen hat. Er ließ sich in der Nähe von Bordeaux nieder; dort ist er 2010 im Alter von 84 Jahren auch gestorben.

### Stationen
- ES Piennes (als Jugendlicher)
- AS Giraumont
- CS Blénod
- UA Cognac
- 1947–1958: Girondins Bordeaux (davon 1947–1949 und 1956–1958 in D2)

## In der Nationalmannschaft
Im Juni 1950 debütierte Édouard Kargulewicz gegen Belgien in der französischen A-Nationalmannschaft, nachdem er sich mit Eintritt in die Volljährigkeit (1946) hatte naturalisieren lassen. Er erzielte bei seinem Einstand Frankreichs einzigen Treffer und schoss auch im folgenden Spiel gegen den gleichen Gegner ein Tor; deshalb trug er auch in den nächsten fünf Begegnungen den blauen Dress, wurde allerdings meist als Halbstürmer eingesetzt, weil die Mittelstürmerposition Jean Baratte vorbehalten blieb. Nach dem Juni 1951 fand er allerdings in A-Länderspielen lange Zeit keine Berücksichtigung mehr. Erst im Mai 1953 erhielt er gegen Wales den Vorzug vor André Strappe und spielte auch in den nächsten beiden Spielen, wobei er gegen Luxemburg seinen dritten Treffer in diesem Kreis erzielte. Im November 1953 kam er bei der 2:4-Heimniederlage gegen die Schweiz zu seinem elften und letzten Einsatz für Frankreich.

## Palmarès
- Französischer Meister: 1950 (und Vizemeister 1952)
- Französischer Pokalsieger: Fehlanzeige, aber Finalist 1952 und 1955
- 11 A-Länderspiele, 3 Tore
- Torschützenkönig der Division 1: 1954